# Charles Lenepveu
Charles-Ferdinand Lenepveu (Rouen (Normandia), 4 d'octubre, 1840 - París, 16 d'agost, 1910), va ser un compositor i professor francès.

## Biografia
Fill d'advocat de la Cort d'Apel·lació de Rouen, va obtenir el 1859 el batxillerat en lletres i després va anar a París per estudiar dret a la Facultat, mentre feia classes de solfeo i harmonia al Conservatori de París amb Augustin Savard.
Va guanyar el primer premi del concurs de composició que va posar en marxa la Societat de Belles Arts de Caen amb motiu de la celebració del centenari de la fundació de la Societat d'Agricultura i Comerç. La seva cantata va ser interpretada el 29 de juliol de 1862 a l'ajuntament de Caen.
L'any següent va obtenir l'ingrés al Conservatori de París a la classe d'Ambroise Thomas, gràcies al suport de Savard. Després d'estudiar contrapunt, fuga i composició ideal durant dos anys, va ser rebut segon a llotja al Prix de Rome el 1865, i va guanyar el Gran Premi al concurs final amb la seva cantata Renaud dans le jardin d'Armide, interpretada el 5 de gener de 1866 a la sala de concerts del Conservatori. Va tornar a París el juliol de 1868 amb la partitura d'una òpera còmica, Le Florentin, que va presentar a un dels concursos de composició dramàtica del Ministeri de Belles Arts i va guanyar el novembre de 1869. Paral·lelament, va reprendre els estudis de contrapunt, i fuga amb Charles-Alexis Chauvet, aleshores organista de l'Església de la Santíssima Trinitat. A l'espera de la representació sempre ajornada de la seva òpera a causa de la guerra francoprussiana de 1870 i dels esdeveniments polítics que van seguir, va compondre una missa de Rèquiem, representada per primera vegada a Bordeus el 20 de maig de 1871 en benefici de les víctimes i orfes de guerra; fragments d'ella van ser interpretats a París el 1872 per la "Société des concerts du Conservatoire", després als Concerts populaires el 1873.
Després de nombrosos tràmits, Le Florentin es va representar finalment a l'Opéra-Comique el 26 de febrer de 1874. L'acollida del públic va ser força favorable. Tot i que mai no va aconseguir més que un èxit de moda, la música d'aquest “compositor d'un classicisme desfasat” traspassa fronteres. El 1882 va fer representar al Covent Garden de Londres una “gran òpera” titulada Velleda, extreta dels Màrtirs de Chateaubriand. En l'estrena de la versió francesa, el 18 d'abril de 1891 al teatre de Rouen, aquesta obra va rebre una gran ovació, però no va durar més de 4 representacions.
El 1880, va ser nomenat professor d'harmonia i després, el 1894, professor de composició al Conservatori de París on va formar, entre d'altres, André Caplet, Paul Pierné, Philippe Gaubert i Achille Philip. Destinat a succeir Théodore Dubois com a director del Conservatori de París, es va veure implicat en l'escàndol del concurs Prix de Rome el 1905: tant professor d'alguns dels concursants com membre del jurat, va ser acusat d'haver afavorit l'assignació del sis places de logística als seus propis alumnes, mentre que Maurice Ravel, per indignació general, va ser eliminat del concurs d'assaig.
Va morir d'un càncer intestinal a casa seva al 22 rue de Verneuil de París. El seu funeral es va celebrar a l'església de Saint-Thomas-d'Aquin de París i a la basílica de Notre-Dame de Bonsecours i va ser enterrat a Bonsecours (Seine-Maritime).

## Obres
- La Jeune Captive, melodia per a veu i piano (1869)
- Balada per a piano (1870)
- Barcarola per a piano (1870)
- Cançó de bressol per a piano (1870)
- Caprici per a piano (1870)
- Missa de Rèquiem per a sol, cor mixt, orquestra i orgue gran (1872-1893)
- La Dormeuse, melodia per a veu i piano (1873)
- Le Florentin, òpera còmica en tres actes, llibret d'Henri de Saint-Georges, creada a l'Opéra-Comique el 25 de febrer de 1874
- La Caravane per a cor d'homes a capella (1875)
- O salutaris per a veu i orgue (1878)
- Velléda, òpera en quatre actes, llibret d'Augustin Challamel i Jules Chantepie, estrenada al Covent Garden el 4 de juliol de 1882
- Joana d'Arc, drama líric en tres parts, poema de Paul Allard, creat a la catedral de Rouen l'1 de juny de 1886
- Iphigénie, escena lírica per a sol, cor mixt i orquestra, llibret d'E. Guinand (1887)
- Himne fúnebre i triomfal en memòria dels soldats morts pel país (1889)
- El Fill de la Verge, melodia per a veu i piano (1890)
- Oda triomfal a Joana d'Arc, poema de Paul Allard, cantata per a sol, cor mixt i orquestra (1892)
- Recordeu, melodia per a veu i piano
- Cançó, melodia per a veu i piano
- No ho diré, melodia per a veu i piano
- L'Anniversaire, òpera còmica en un acte, llibret d'Alexandre Bisson
- El retorn de Joan, òpera còmica en un acte, llibret d'Alexandre Bisson
- Salve Regina, per a mezzosoprano, baríton, arpa i orgue

## Honors
- Va ser nomenat cavaller de l'Legió d'Honor el 1887 i després oficial el 1900.[7]
- Comandant de l'Orde de Sant Gregori el Gran.
- Comandant de l'Orde de la Corona d'Itàlia[8]
- El 1896 va ser elegit membre de l'Acadèmia de Belles Arts de l'Institut de França.

## Memoria
Un carrer de Rouen, situat darrere del museu Le Secq des Tournelles, va rebre el seu nom, així com un carrer de Bonsecours, prop de Rouen.